# Tristan Leyds
Tristan Leyds (24 de maio de 1997) é um jogador de rugby sul-africano, que joga na posição de ala ou lateral.

## Carreira
Leyds foi nomeado no time do Stormers para a campanha Super Rugby Unlocked. Ele fez sua estreia pela Western Province na Rodada 3 da Currie Cup Premier Division de 2020 contra o Pumas.
Ele foi um dos doze convocados para representar a seleção nacional nos Jogos Olímpicos de Verão de 2024.